# Scarlett O'Hara

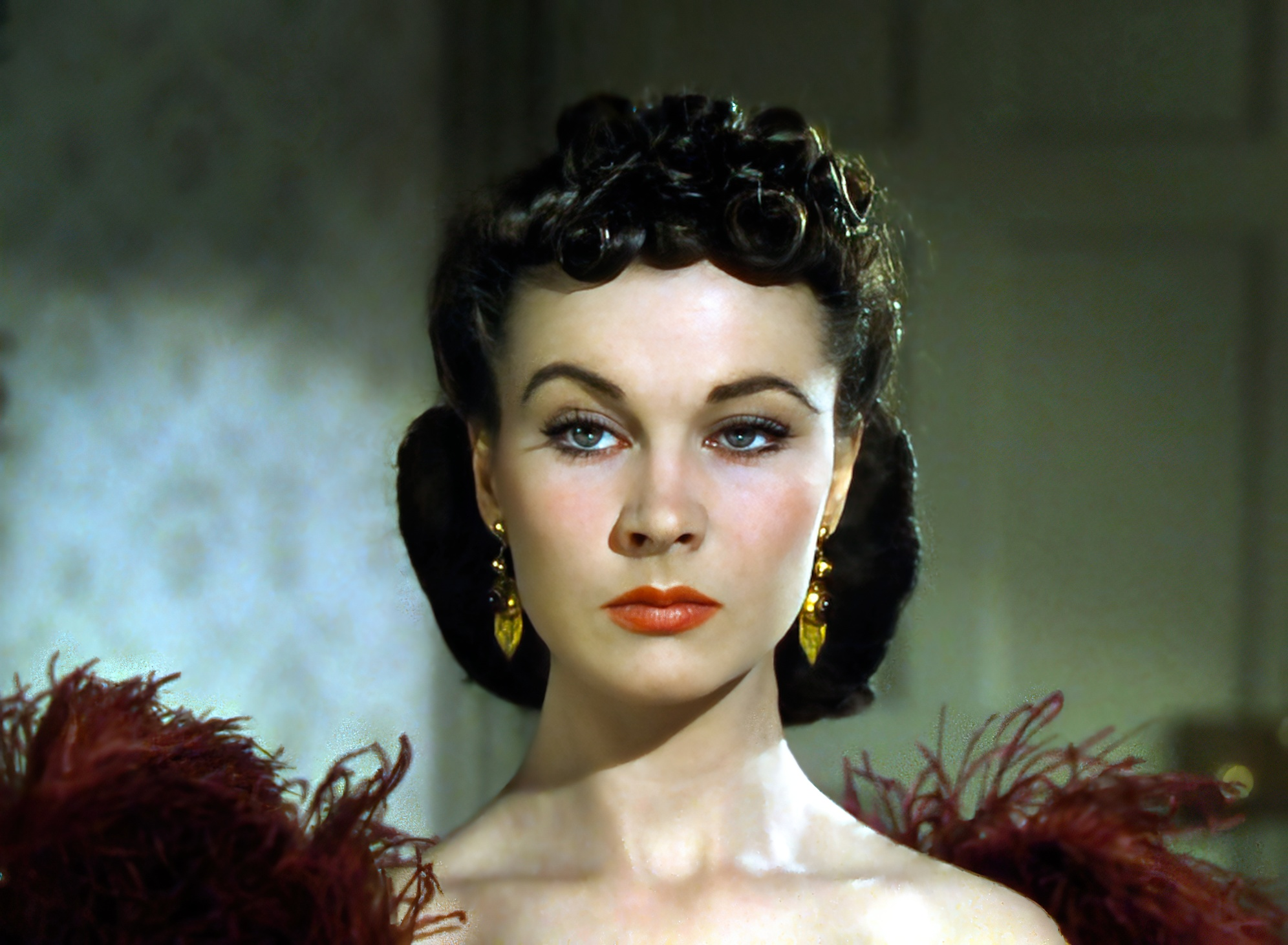
Vivien Leigh som Scarlett O'Hara i långfilmen från 1939.

Scarlett O'Hara är huvudpersonen i Margaret Mitchells roman Borta med vinden.

## IBorta med vinden
Scarlett O'Hara är huvudrollsfiguren, fåfäng och stolt, men för sin samtid en ovanligt handlingskraftig kvinna. Hon är dotter till en framgångsrik irländsk invandrare av enkel härkomst och en infödd amerikansk socitetskvinna av börd. Hon blir huvudansvarig för sin familjs plantage Tara, belägen utanför Atlanta i Georgia, under det amerikanska inbördeskriget. Hon är romantiskt intresserad av den charmerande gentlemannen Rhett Butler, men mister honom i romanens slut efter att ha velat för länge.

## Uppföljare
1991 skrev Alexandra Ripley en uppföljare till Borta med vinden i romanen Scarlett. 

## Filmatiseringar
I långfilmen Borta med vinden från 1939 spelas Scarlett O'Hara av Vivien Leigh. I miniserien från 1994 som bygger uppföljarromanen spelas Scarlett O'Hara av Joanne Whalley.